# يازمين فيزيتش
يازمين فيزيتش (بالإنجليزية: Jasmin Fejzić ) لاعب كرة قدم بوسني في مركز حراسة المرمى يلعب حاليا بالدوري الألماني، ومشارك بمنتخب البوسنة والهرسك في بطولة كأس العالم 2014 بالبرازيل .

## وصلات خارجية
- يازمين فيزيتش على موقع قاعدة بيانات كرة القدم.إي يو (الإنجليزية)
- يازمين فيزيتش على موقع بيانات كرة القدم. دي إي (الألمانية)
- يازمين فيزيتش على موقع ناشيونال فوتبول تيمز (الإنجليزية)
- يازمين فيزيتش على موقع Soccerway.com (الإنجليزية)
- يازمين فيزيتش على موقع عالم كرة القدم.نت (الإنجليزية)
- يازمين فيزيتش على موقع AS.com (الإسبانية)